# ちはら台駅
ちはら台駅（ちはらだいえき）は、千葉県市原市ちはら台西一丁目にある、京成電鉄千原線の駅で、同線の終着駅。駅番号はKS65。京成電鉄最南端の駅。
市原市唯一の大手私鉄の駅で、市内の他駅と隣接していない飛地状態の駅となっている。

## 歴史
開業前の仮駅名は「千原台」だった。
- 1995年（平成7年）4月1日：千葉急行電鉄千葉急行線の駅として、大森台駅 - 当駅間開通により開業[1][2]。
- 1998年（平成10年）10月1日：千葉急行電鉄の京成電鉄への事業譲渡により、京成電鉄千原線の駅となる。
- 2010年（平成22年）3月20日：エレベーターおよび多目的トイレの使用を開始。

## 駅構造
島式ホーム1面2線が掘割内にある地下駅。学園前駅管理。
駅の前後ではホーム延伸が可能な余地を残している。現時点で千原線の終点であるが、路線計画に盛り込まれていた海士有木方面への延伸に対応し、将来は2面3線に拡張され、当駅での追い越しが可能にできる設計となっている。そのため、当駅南側の線路終端より先も村田川まで線路用地が確保されているが、千葉急行電鉄の解散後、延伸計画は実質凍結状態となっている。また、開業後に保線車両用の側線が1本敷設された。
トイレは改札内コンコースにあり、多機能トイレを併設している。開業以来、改札内コンコースとホームを結ぶエスカレーターやエレベーターは設置されておらず、多機能トイレも設置スペースを確保したのみであったが、2010年（平成22年）3月にエレベーターの使用を開始した。

### のりば
京成千原線は、京成千葉線（京成千葉・京成津田沼方面）、京成本線（京成船橋・京成上野方面）との直通運転も一部実施している。駅ホームの案内標には、京成千原線との直通運転の設定がない「成田空港」「京成松戸線」も行先として表記されている。成田空港方面（京成本線）および京成松戸線方面には京成津田沼駅にて乗換が必要となる。
| 番線 | 路線   | 行先                                                             |
| ---- | ------ | ---------------------------------------------------------------- |
| 1・2 | 千原線 | 京成千葉・京成津田沼・京成船橋・京成上野・ 成田空港・ 松戸線方面 |

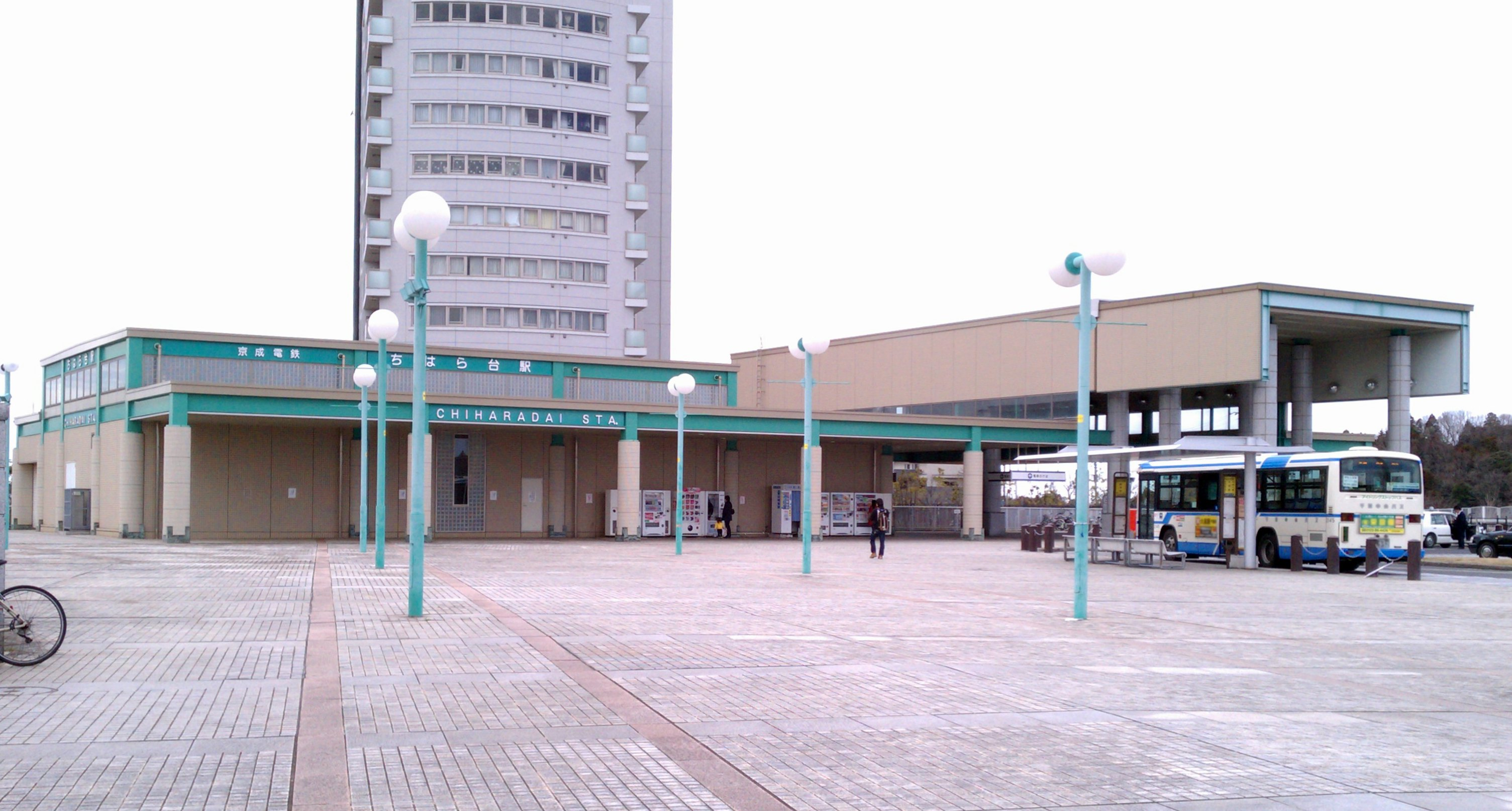
駅前広場（2012年3月）
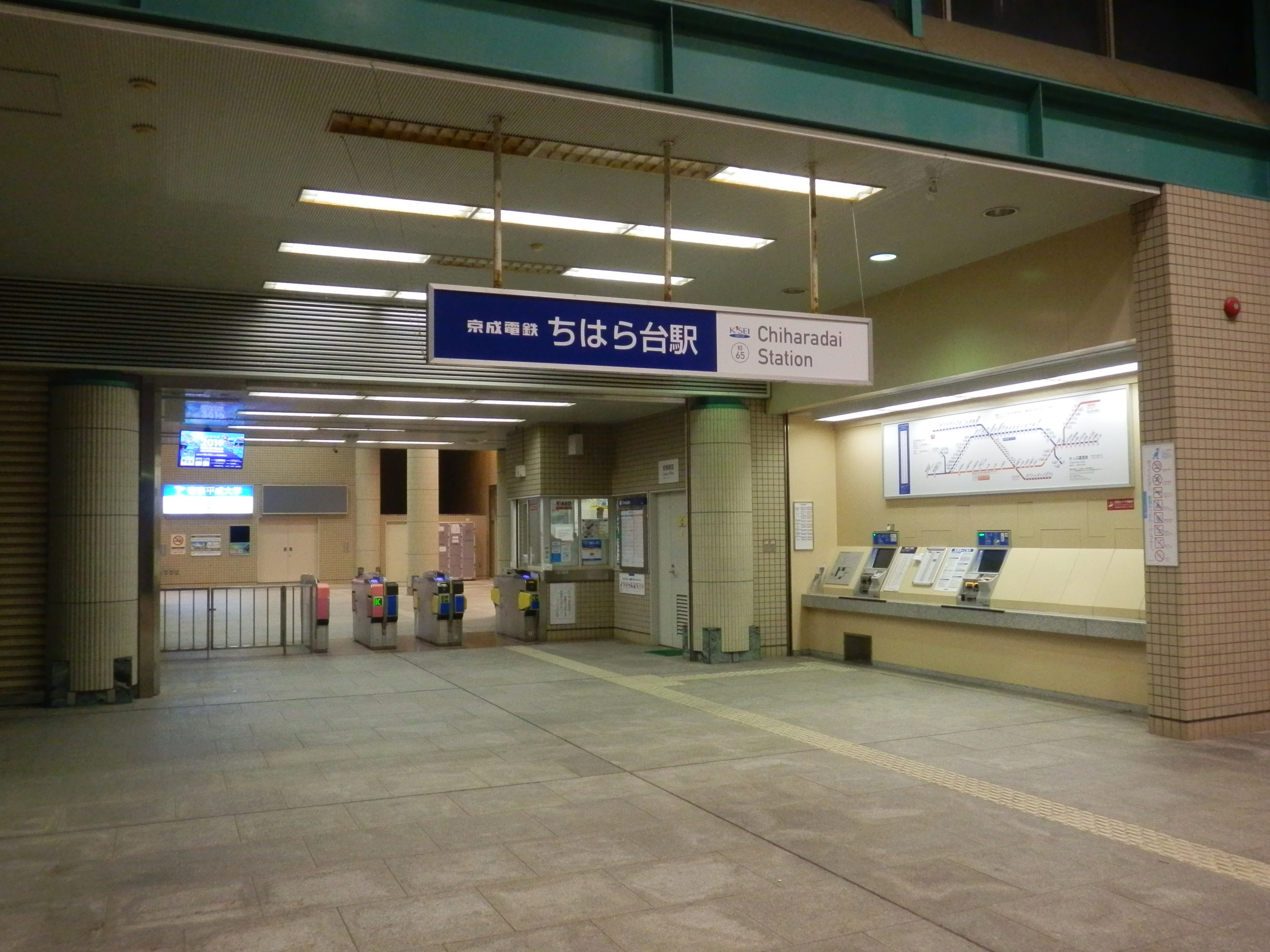
改札口（2018年11月）
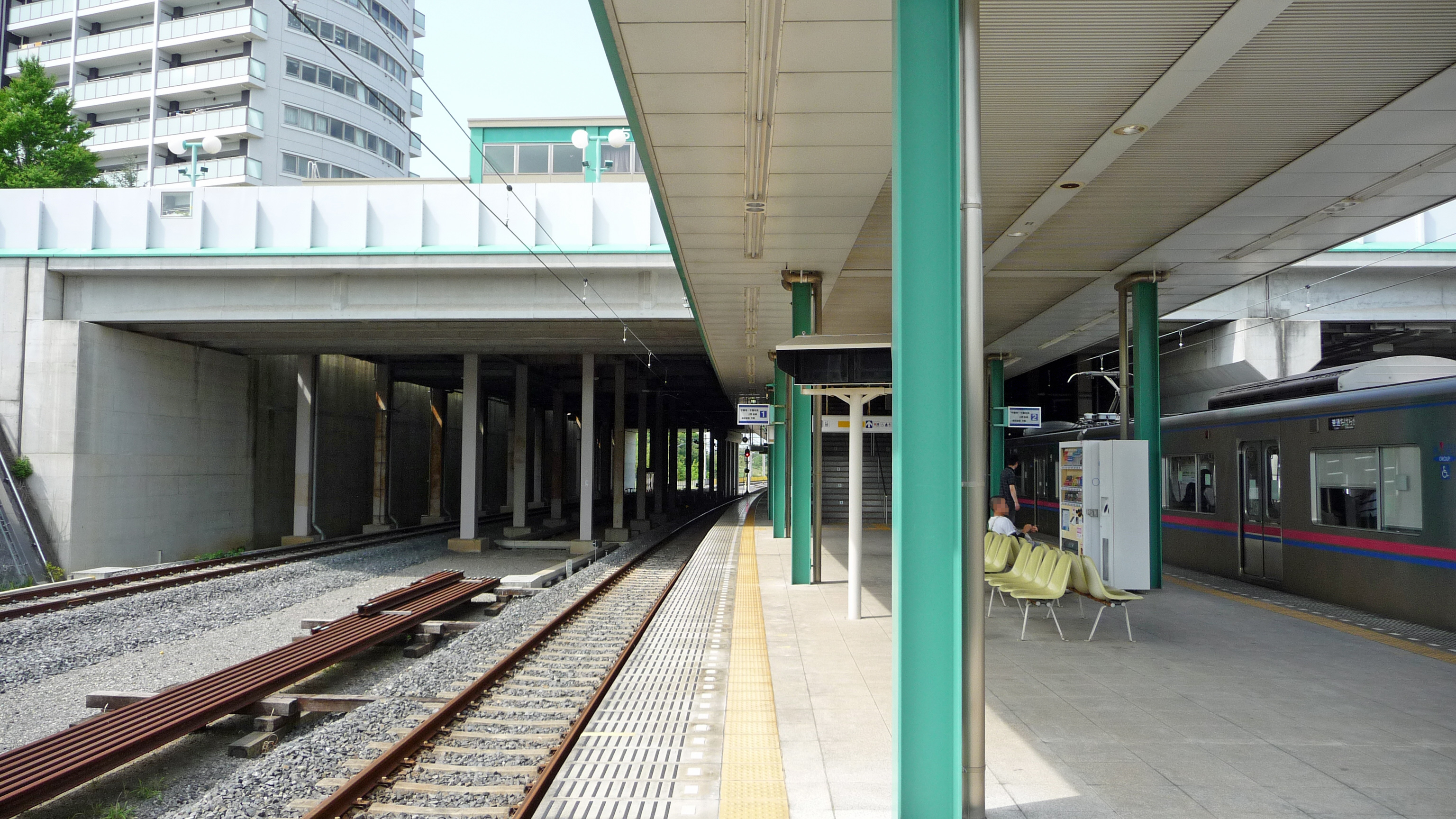
駅ホーム※左に線路・ホーム増設を見越した空間がある（2011年5月）
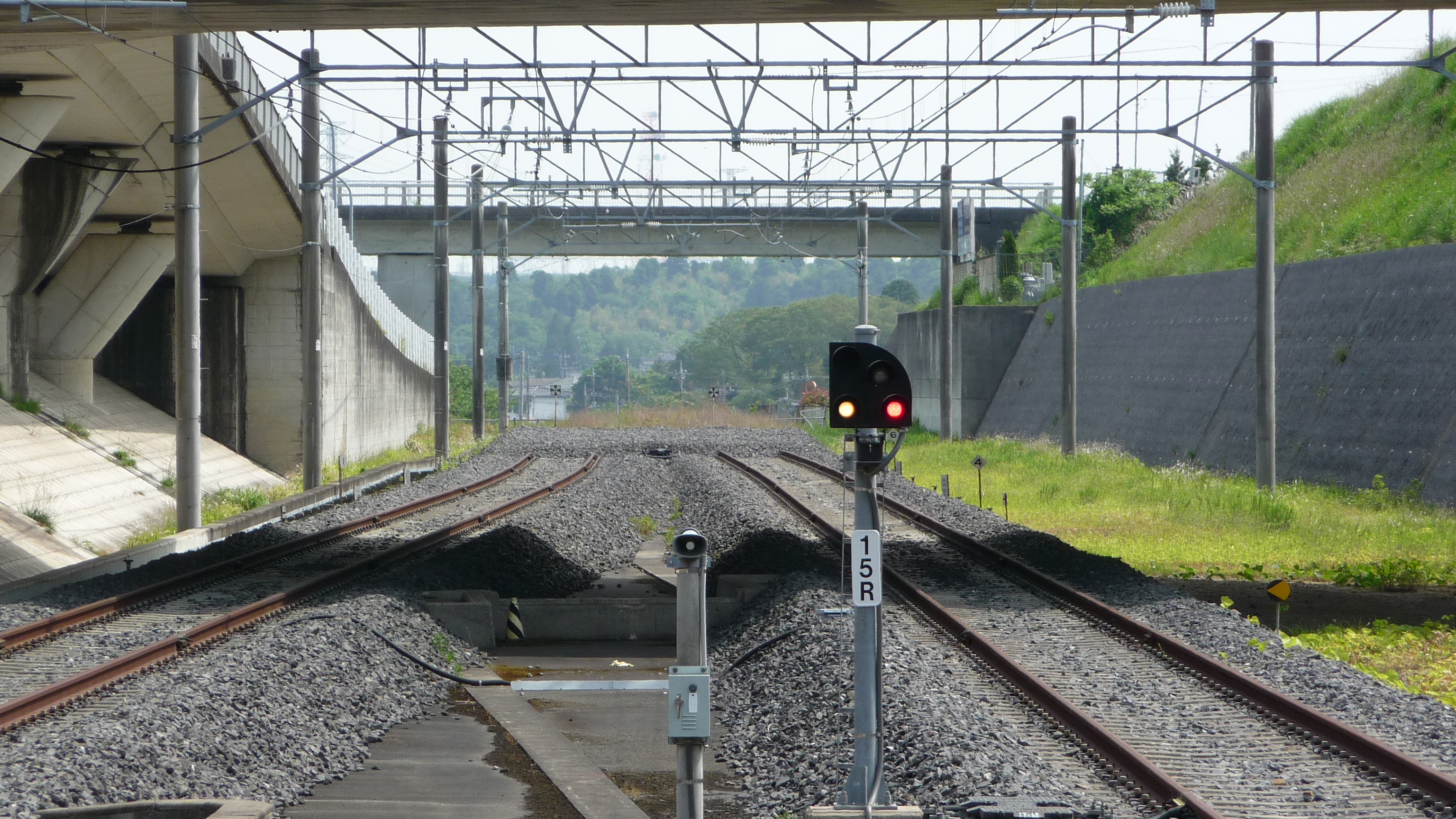
駅ホーム先に見える電車止め（2011年5月）

## 利用状況
2024年度の1日平均乗降人員は5,991人である。近年の1日平均乗降・乗車人員推移は下表の通り。
| 年度               | 1日平均 乗降人員 | 1日平均 乗車人員 | 出典              |
| ------------------ | ---------------- | ---------------- | ----------------- |
| 1995年（平成07年） |                  | 1,076            | [ 千葉県統計 1 ]  |
| 1996年（平成08年） |                  | 1,267            | [ 千葉県統計 2 ]  |
| 1997年（平成09年） |                  | 1,440            | [ 千葉県統計 3 ]  |
| 1998年（平成10年） |                  | 1,641            | [ 千葉県統計 4 ]  |
| 1999年（平成11年） |                  | 1,749            | [ 千葉県統計 5 ]  |
| 2000年（平成12年） |                  | 1,818            | [ 千葉県統計 6 ]  |
| 2001年（平成13年） |                  | 1,781            | [ 千葉県統計 7 ]  |
| 2002年（平成14年） | 3,622            | 1,775            | [ 千葉県統計 8 ]  |
| 2003年（平成15年） | 3,704            | 1,815            | [ 千葉県統計 9 ]  |
| 2004年（平成16年） | 3,840            | 1,885            | [ 千葉県統計 10 ] |
| 2005年（平成17年） | 3,910            | 1,913            | [ 千葉県統計 11 ] |
| 2006年（平成18年） | 4,094            | 1,993            | [ 千葉県統計 12 ] |
| 2007年（平成19年） | 4,680            | 2,287            | [ 千葉県統計 13 ] |
| 2008年（平成20年） | 4,862            | 2,387            | [ 千葉県統計 14 ] |
| 2009年（平成21年） | 4,900            | 2,406            | [ 千葉県統計 15 ] |
| 2010年（平成22年） | 5,044            | 2,490            | [ 千葉県統計 16 ] |
| 2011年（平成23年） | 5,083            | 2,522            | [ 千葉県統計 17 ] |
| 2012年（平成24年） | 5,112            | 2,531            | [ 千葉県統計 18 ] |
| 2013年（平成25年） | 5,133            | 2,542            | [ 千葉県統計 19 ] |
| 2014年（平成26年） | 5,213            | 2,582            | [ 千葉県統計 20 ] |
| 2015年（平成27年） | 5,429            | 2,691            |                   |
| 2016年（平成28年） | 5,716            | 2,837            |                   |
| 2017年（平成29年） | 5,825            | 2,891            |                   |
| 2018年（平成30年） | 5,824            | 2,890            |                   |
| 2019年（平成31年） | 5,948            | 2,953            |                   |
| 2020年（令和02年） | 4,462            | 2,224            |                   |
| 2021年（令和03年） | 4,925            | 2,454            |                   |
| 2022年（令和04年） | 5,530            | 2,752            |                   |
| 2023年（令和05年） | 5,943            | 2,955            |                   |
| 2024年（令和06年） | 5,991            | 2,974            |                   |

備考
1. ↑  1995年4月1日開業。

## 駅周辺
駅東側と西側に駅前ロータリー交差点がある。
ニュータウンであるちはら台地区の西側に位置する。当駅の駅前広場から、遊歩道の「かずさの道」が誉田駅方面へ広がる。駅南側には村田川が流れ、更に南側には千葉県道14号千葉茂原線（茂原街道）がある。京成電鉄の駅で唯一市原市にある駅であるが、駅より北側に約200メートル（m）ほど歩けば千葉市緑区になる。
- 市原市役所 ちはら台支所
- 市原市草刈公民館
- 市原警察署 ちはら台駅前交番
- 帝京平成大学 ちはら台キャンパス（なお、千葉キャンパスは約3キロメートル南に位置する。）
- 市原市立ちはら台西中学校
- 市原市立ちはら台南中学校
- 千葉市立おゆみ野南中学校
- 市原市立清水谷小学校
- 市原市立牧園小学校
- 千葉市立椎名小学校
- 千葉市立おゆみ野南小学校
- おゆみの中央病院
- 千葉労災病院
- 市原ちはら台郵便局(徒歩約25分)
- 千葉銀行 ちはら台支店
- 京葉銀行 ちはら台支店
- 千葉みらい農業協同組合 椎名支店
- 草刈 房の駅
- せんどう ちはら台店
- ユニモちはら台
  - H&M
  - 大戸屋
  - おかしのまちおか
  - カーブス
  - くら寿司
  - クリエイトSD 市原ユニモちはら台店
  - ゴディバ
  - サイゼリヤ
  - スターバックス
  - Zoff
  - 築地銀だこ
  - ニトリEXPRESS
  - ノジマ ユニモちはら台店
  - 保険見直し本舗
  - ポポラマーマ
  - マクドナルド
  - ヤオコー ユニモちはら台店
  - USシネマ ちはら台

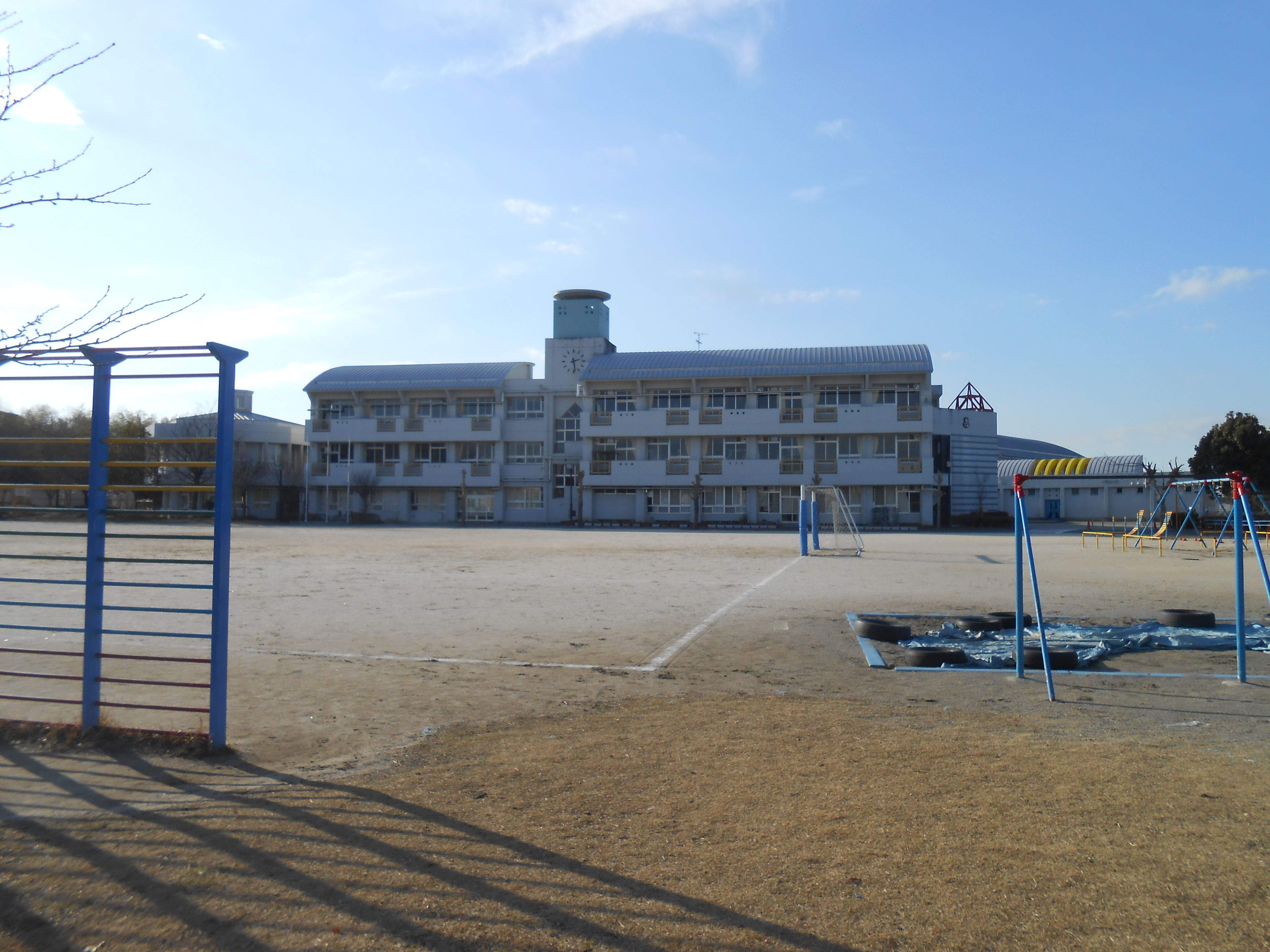
牧園小学校
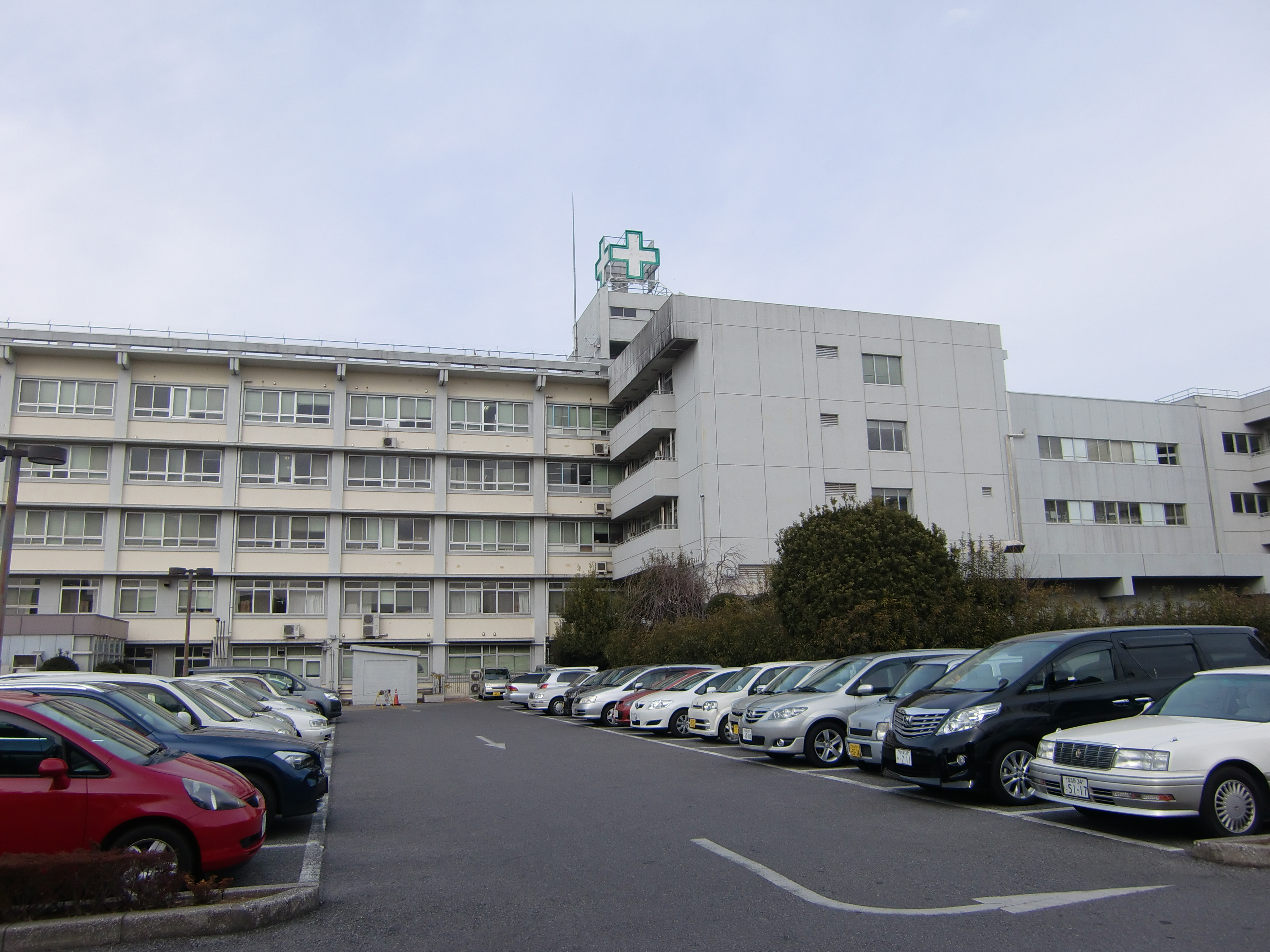
千葉労災病院
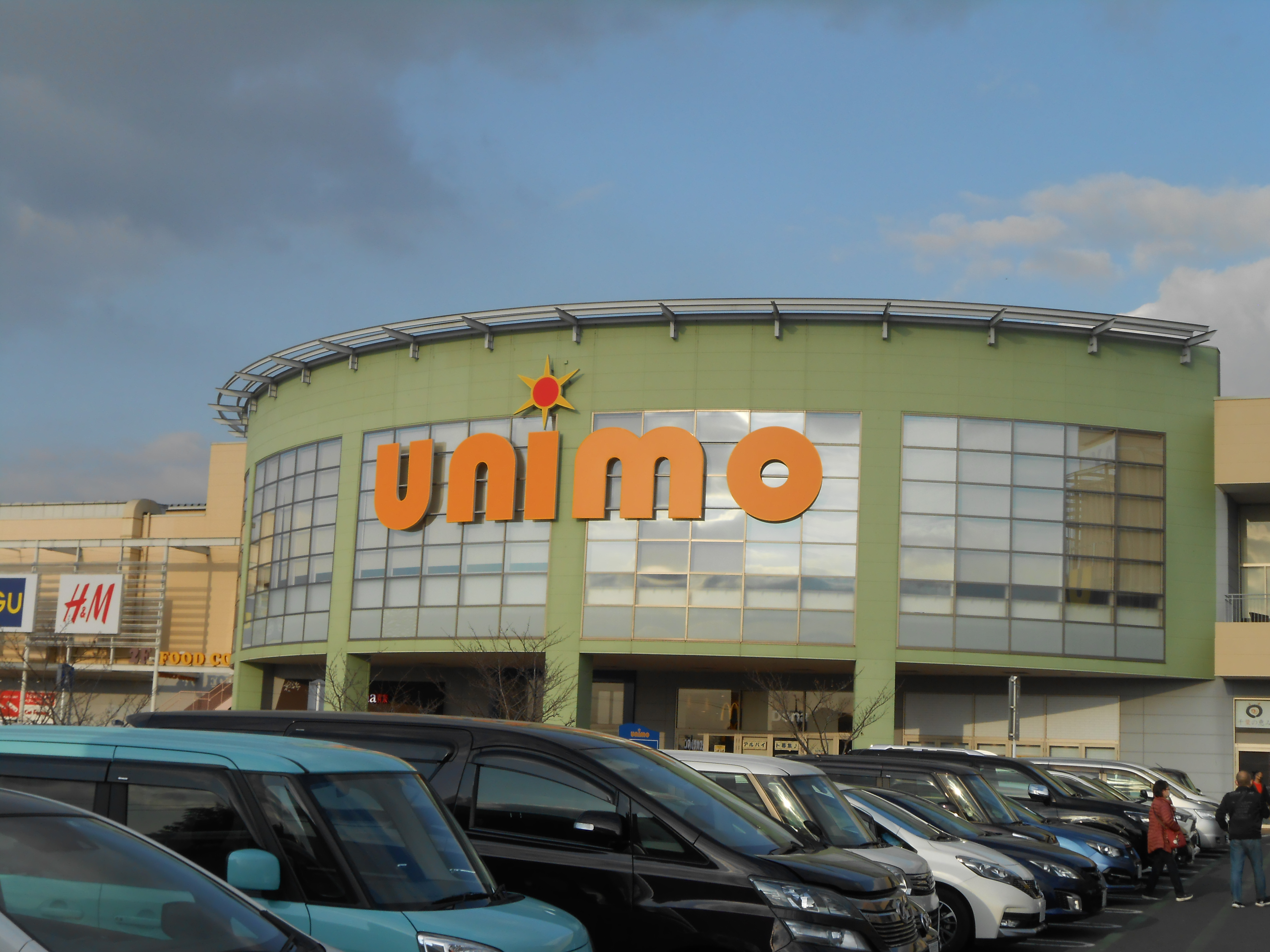
ユニモちはら台
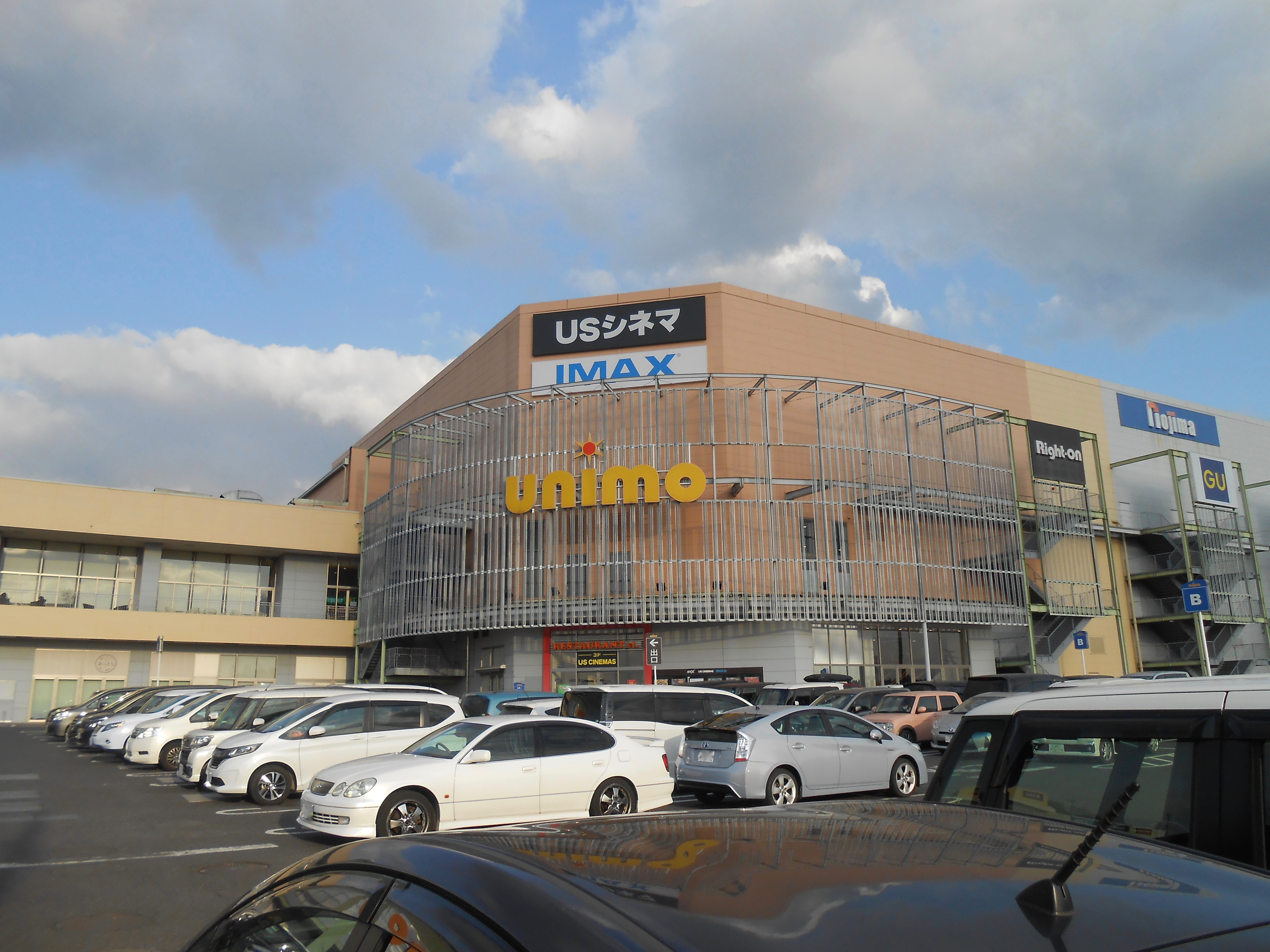
USシネマちはら台
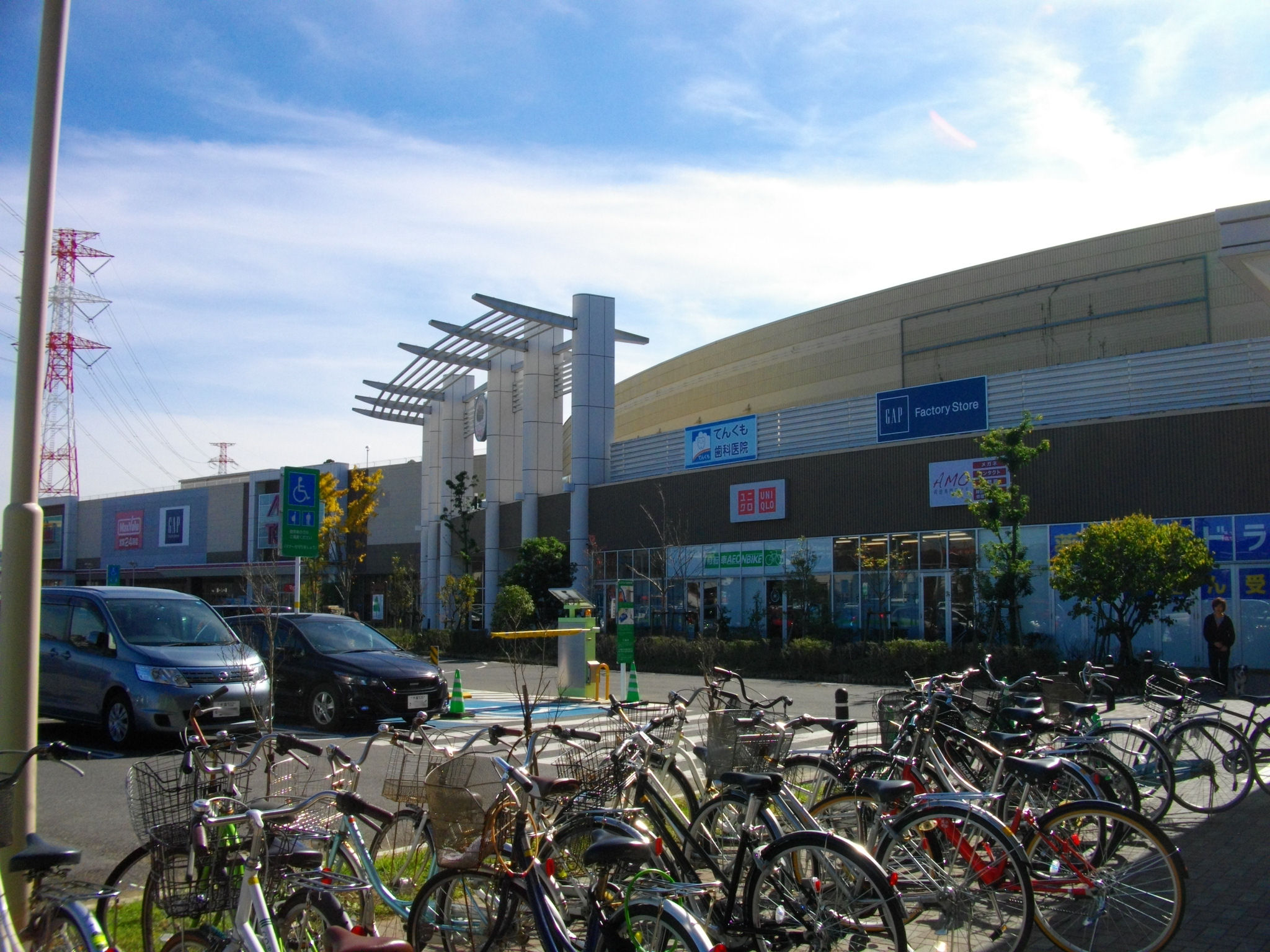
イオンタウンおゆみ野
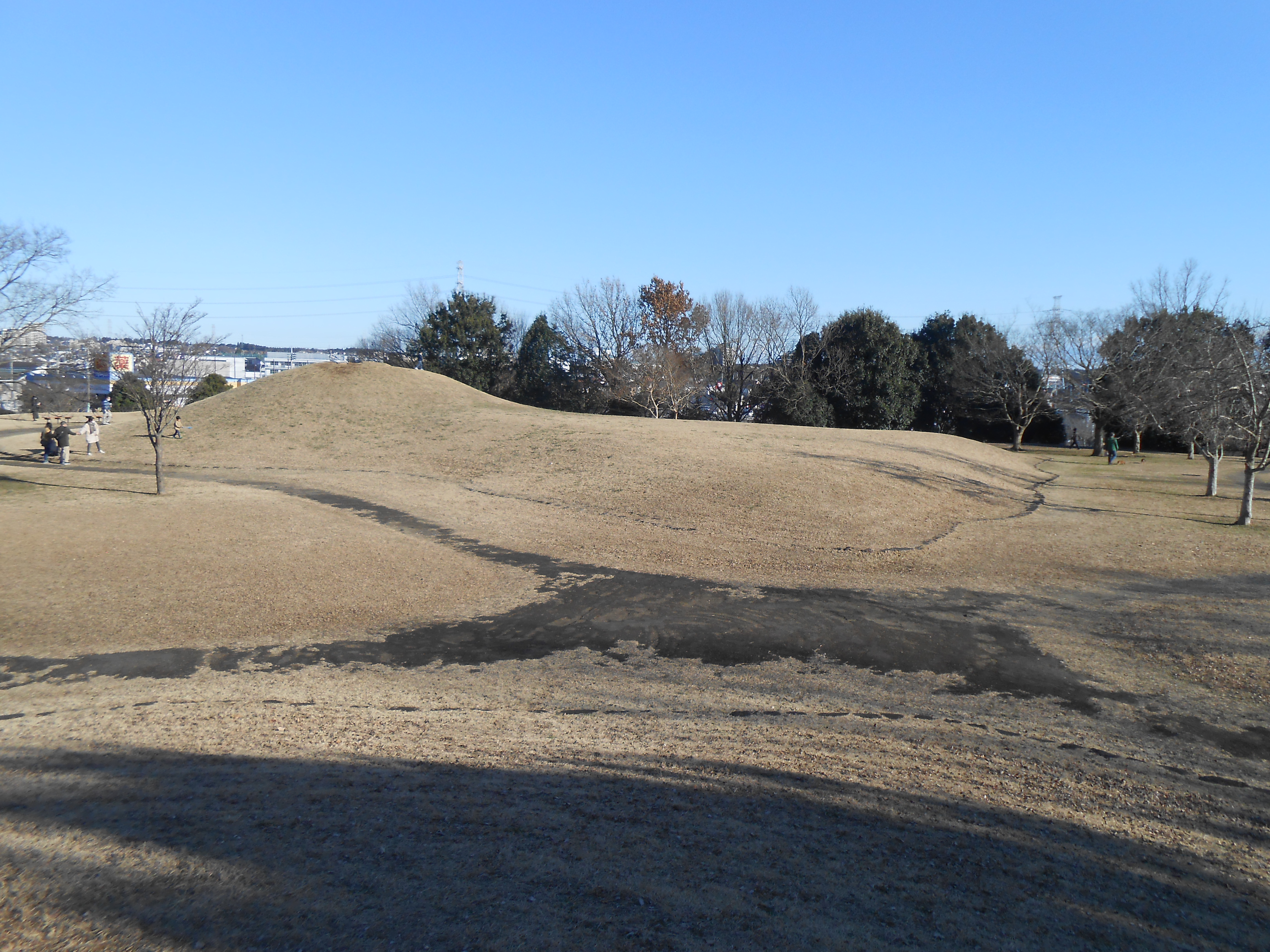
ちはら台公園（古墳広場）
  - キャンドゥ
  - QBハウス
  - ココカラファイン イオンタウンおゆみ野店
  - 築地銀だこ
  - バスキン・ロビンス
  - マックスバリュ おゆみ野店
  - ヤマダデンキテックランド おゆみ野店
  - わくわく広場 イオンタウンおゆみ野店
- マツモトキヨシ 市原ちはら台店
- ヤックスドラッグ ちはら台店
- セイムス ちはら台店
- ヨークフーズ ちはら台店
- 市原市ちはら台公園
- 堂坂公園
- 本千葉カントリークラブ
- 行光寺

- 牧園小学校
- 千葉労災病院
- ユニモちはら台
- USシネマちはら台
- イオンタウンおゆみ野
- ちはら台公園（古墳広場）

## バス路線

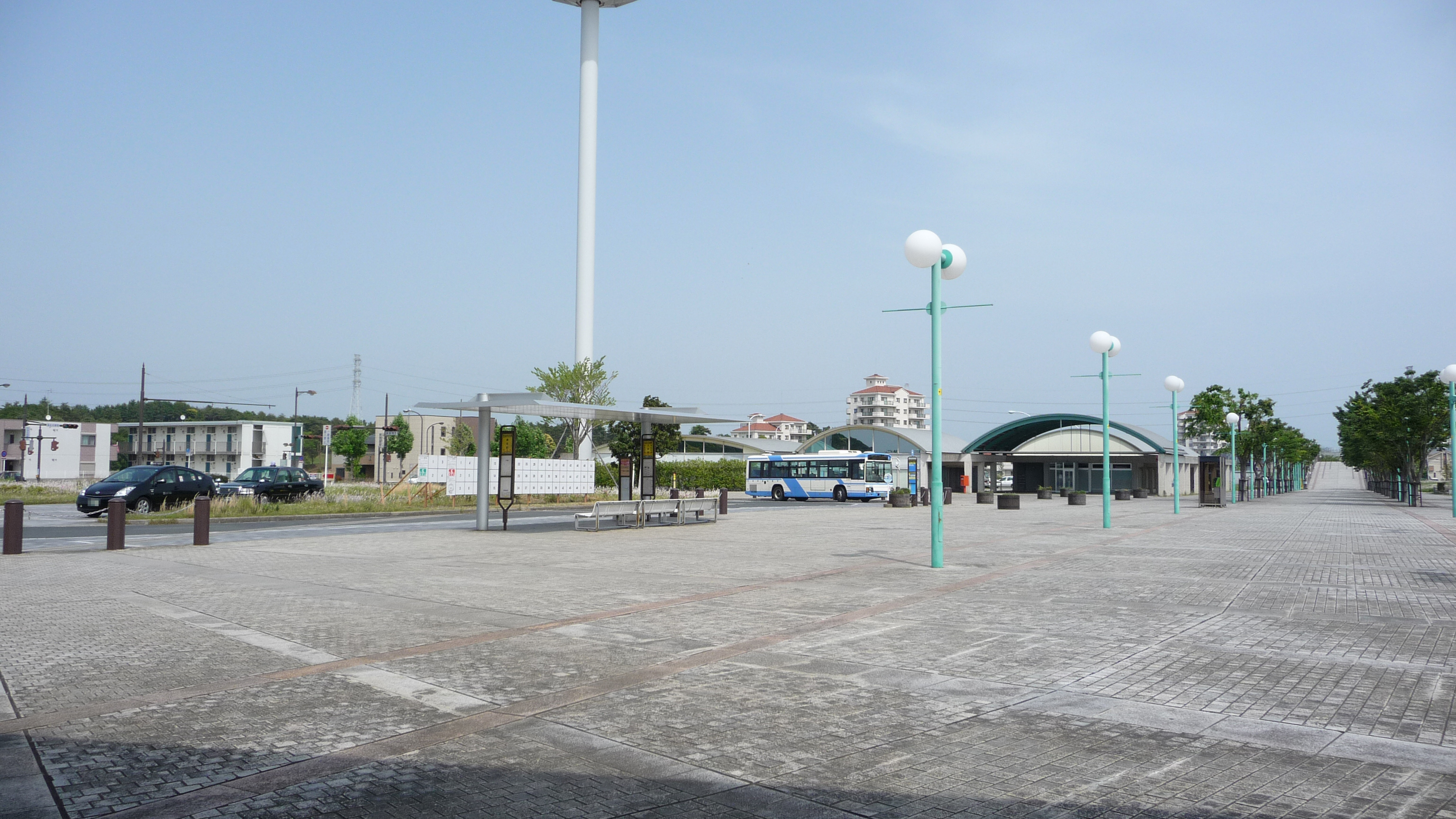
駅前ロータリー交差点（2012年3月）

最寄り停留所は、駅前ロータリーにあるちはら台駅と、駅南側にあるちはら台駅入口となる。以下の路線が乗り入れ、小湊鉄道、京成バス千葉イースト、平和交通、西岬観光により運行されている。
ちはら台駅
- 路線バス
  - 鎌取駅（南口）行＜小湊鉄道、京成バス千葉イースト＞
  - 千葉駅行＜京成バス千葉イースト＞
  - 五井駅・労災病院行等の路線バスは2023年8月12日のダイヤ改正以降運行されていない
- 高速バス
  - 東京駅八重洲口・銀座駅（数寄屋橋）・東雲イオン前行（マイタウンライナー）＜平和交通、西岬観光＞

ちはら台駅入口
- 路線バス
  - 千葉駅行
  - 喜多行
  - 和楽の郷行
  - ロングウッドステーション行

## 隣の駅
京成電鉄
 千原線
おゆみ野駅 (KS64) - ちはら台駅 (KS65)

#### 利用状況
京成電鉄の1日平均利用客数
1. 1 2 3 4  京成電鉄株式会社. “駅別乗降人員（2024年度1日平均）” (pdf). 2025年5月5日閲覧。
2. ↑  京成電鉄株式会社. “駅別乗降人員（平成27年度1日平均）” (pdf). 2016年10月11日時点のオリジナルよりアーカイブ。2023年7月8日閲覧。
3. ↑  京成電鉄株式会社. “駅別乗降人員（平成28年度1日平均）”. 2018年2月23日時点のオリジナルよりアーカイブ。2023年7月8日閲覧。
4. 1 2  京成電鉄株式会社. “駅別乗降人員（2017年度1日平均）” (pdf). 2020年6月13日時点のオリジナルよりアーカイブ。2023年7月8日閲覧。
5. 1 2  京成電鉄株式会社. “駅別乗降人員（2018年度1日平均）” (pdf). 2020年6月13日時点のオリジナルよりアーカイブ。2021年5月30日閲覧。
6. 1 2  京成電鉄株式会社. “駅別乗降人員（2019年度1日平均）” (pdf). 2020年6月13日時点のオリジナルよりアーカイブ。2021年5月30日閲覧。
7. 1 2  京成電鉄株式会社. “駅別乗降人員（2020年度1日平均）” (pdf). 2023年4月5日時点のオリジナルよりアーカイブ。2021年5月30日閲覧。
8. 1 2  京成電鉄株式会社. “駅別乗降人員（2021年度）” (PDF) (JP). 2022年5月22日時点のオリジナルよりアーカイブ。2023年7月8日閲覧。
9. 1 2  京成電鉄株式会社. “駅別乗降人員（2022年度1日平均）” (pdf). 2023年7月8日閲覧。
10. 1 2  京成電鉄株式会社. “駅別乗降人員（2023年度1日平均）” (pdf). 2025年5月5日閲覧。

私鉄の統計データ
1. ↑  市原市統計書 - 市原市
2. ↑  各種報告書 - 関東交通広告協議会
3. ↑  千葉県統計年鑑

千葉県統計年鑑
1. ↑  平成8年 Archived 2016年8月26日, at the Wayback Machine.
2. ↑  平成9年 Archived 2016年8月26日, at the Wayback Machine.
3. ↑  平成10年 Archived 2016年8月26日, at the Wayback Machine.
4. ↑  平成11年 Archived 2016年8月26日, at the Wayback Machine.
5. ↑  平成12年
6. ↑  平成13年
7. ↑  平成14年
8. ↑  平成15年
9. ↑  平成16年
10. ↑  平成17年
11. ↑  平成18年 Archived 2016年8月26日, at the Wayback Machine.
12. ↑  平成19年 Archived 2016年8月26日, at the Wayback Machine.
13. ↑  平成20年 Archived 2017年8月30日, at the Wayback Machine.
14. ↑  平成21年
15. ↑  平成22年
16. ↑  平成23年
17. ↑  平成24年
18. ↑  平成25年
19. ↑  平成26年
20. ↑  平成27年